# Dallenwil
Dallenwil est une commune suisse du canton de Nidwald.

## Géographie
Selon l'Office fédéral de la statistique, Dallenwil mesure 15,47 km2.

## Démographie
Selon l'Office fédéral de la statistique, Dallenwil compte 1 771 habitants en 2008. Sa densité de population atteint 114 hab./km².
Le graphique suivant résume l'évolution de la population de Dallenwil entre 1850 et 2008 :

## Monuments et curiosités
L'église paroissiale Saint-Laurent a été construite en 1697-98 d'après les plans du curé Johann Jakob Scolar de Bürglen (canton d'Uri). Les stucs à l'intérieur seraient l'œuvre d'artistes italiens.